# لوك هويل
لوك هويل (بالإنجليزية: Luke Howell)‏ (5 يناير 1987 في المملكة المتحدة - ) هو لاعب كرة قدم بريطاني في مركزي الوسط والدفاع. لعب مع بوريهام وود إف سي وميلتون كينز دونز ونادي غيلينغهام ولينكولن سيتي أف سي وداغنهام وريدبريدج وفولكستون إنفيكتا وويلينج يونايتد.

## وصلات خارجية
- لوك هويل على موقع قاعدة بيانات كرة القدم.إي يو (الإنجليزية)
- لوك هويل على موقع Soccerbase.com (لاعب) (الإنجليزية)
- لوك هويل على موقع Soccerway.com (الإنجليزية)